# Унтерштайнах
Унтерштайнах (нем. Untersteinach) — община в Германии, в земле Бавария.

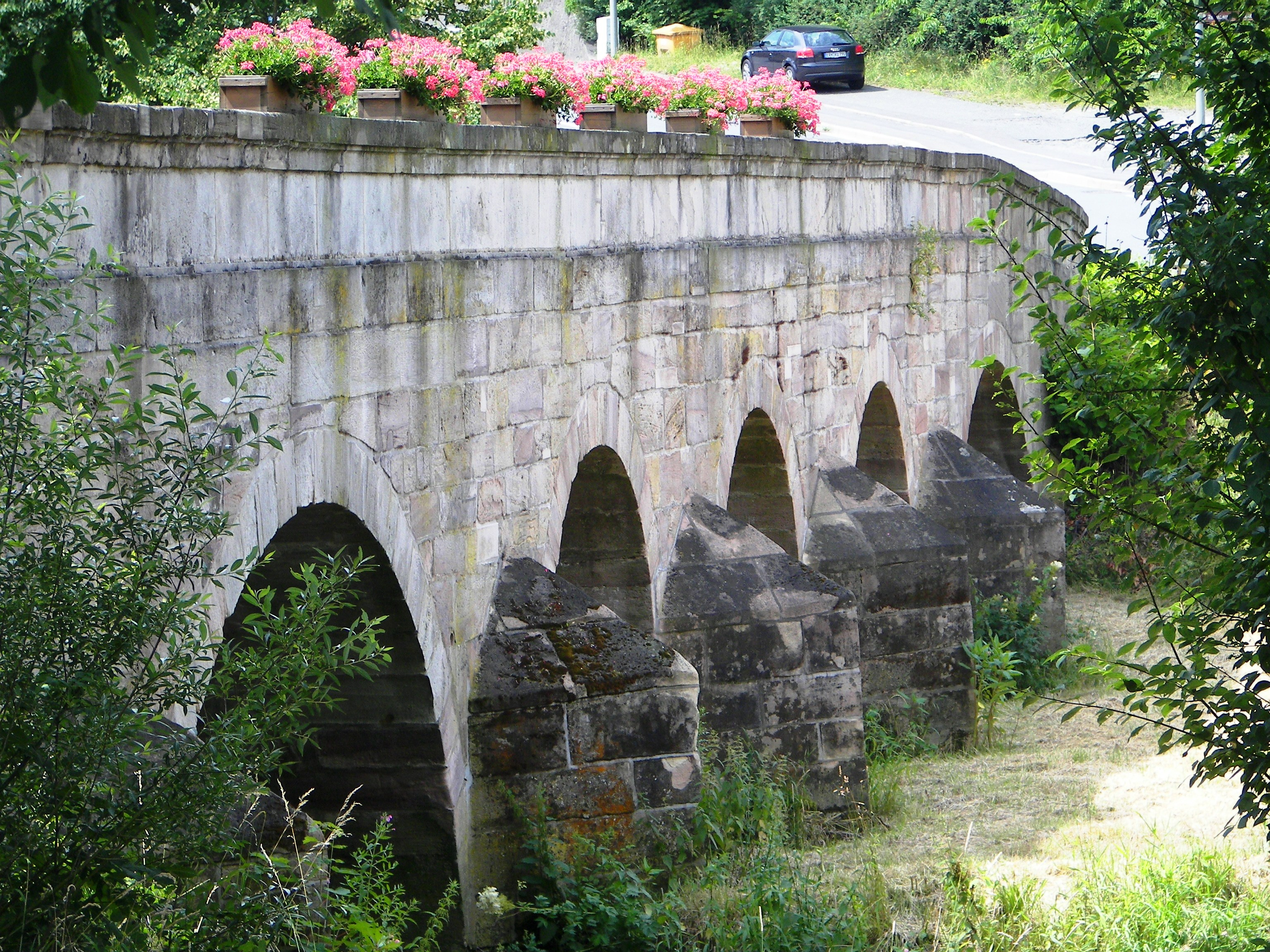
Старый каменный мост через реку Унтерштайнах

Подчиняется административному округу Верхняя Франкония. Входит в состав района Кульмбах. Население составляет 1848 человек (на 31 декабря 2010 года). Занимает площадь 11,42 км².
Коммуна подразделяется на 3 сельских округа.

## Административное деление
В настоящее время община Унтерштайнах подразделяется на 3 сельских округа:
- Гумперсдорф (нем. Gumpersdorf)
- Унтерштайнах (нем. Untersteinach)
- Хуммендорф (нем. Hummendorf)

## Население
По оценке на 31 декабря 2015 года население общины Унтерштайнах составляет 1837 чел. 

| Дата      | 1840 | 1871 | 1900 | 1925 | 1939 | 1950 | 1961 | 1970 | 1987 | 2011 |
| --------- | ---- | ---- | ---- | ---- | ---- | ---- | ---- | ---- | ---- | ---- |
| Население | 786  | 875  | 993  | 1082 | 1141 | 1786 | 1759 | 2043 | 1966 | 1847 |

| Год       | 1960 | 1970 | 1980 | 1990 | 2000 | 2009 | 2010 | 2011 | 2012 | 2013 | 2014 | 2015 |
| --------- | ---- | ---- | ---- | ---- | ---- | ---- | ---- | ---- | ---- | ---- | ---- | ---- |
| Население | 1765 | 2082 | 2014 | 2000 | 1979 | 1874 | 1848 | 1844 | 1854 | 1856 | 1830 | 1837 |